# Qianxi (Bijie)
Qianxi (黔西市,  Qiánxī Shì) ist ein chinesischer Kreis der Stadt Bijie in der Provinz Guizhou. Die Fläche beträgt 2.564 Quadratkilometer und die Einwohnerzahl (Stand: Ende 2018).
Die Stätte der  Guanyin-Höhle von Qianxi (Qianxi Guanyin dong yizhi 黔西观音洞遗址) steht seit 2001 auf der Liste der Denkmäler der Volksrepublik China (5-107).

## Administrative Gliederung
Auf Gemeindeebene setzt sich der Kreis aus neun Großgemeinden und neunzehn Gemeinden (davon fünfzehn Nationalitätengemeinden) zusammen. 